# ジョゼ・レナート・ダ・シルバ・ジュニオール
レナート・シルバことジョゼ・レナート・ダ・シルバ・ジュニオール（José Renato da Silva Júnior、1990年1月19日 - ）はブラジル・アラゴアス州・マセイオ出身のサッカー選手。ポジションはサイドバック。ブラジル・セリエB・アヴァイFC所属。

## 経歴
19歳でSCコリンチャンス・アラゴアーノとプロ契約を結ぶ。2010年にセリエA・スポルチ・レシフェへ移籍。3シーズンに渡って主力の右サイドバックとしてプレー。2013-14年シーズンはセリエBに属するABC FCにレンタル移籍した。
2015年、セリエAに属する名門フルミネンセFCに移籍。同年ではリーグ戦16試合に出場。2016年にセリエBのアヴァイFCにレンタル移籍。同クラブでは51試合に出場し7得点を記録した。
2017年にレンタル元のフルミネンセFCに復帰した。

## タイトル

### クラブ
スポルチ・レシフェ
- カンピオナート・ペルナンブカーノ 優勝（1回）：2010
- カンピオナート・ペルナンブカーノ 準優勝（1回）：2012
- コパ・ド・ノルデステ 優勝（1回）：2014

アヴァイFC
- セリエB 準優勝（1回）：2016

フルミネンセFC
- カンピオナート・カリオカ 準優勝（1回）：2017